# Slapjo salu purvs
Slapjo salu purvs este o arie protejată (arie specială de conservare — SAC, sit de importanță comunitară — SCI, arie de protecție specială avifaunistică — SPA) din Letonia întinsă pe o suprafață de 1.056,42 ha, integral pe uscat.

## Localizare
Centrul sitului Slapjo salu purvs este situat la coordonatele 56°21′58″N 25°42′06″E / 56.3661°N 25.7016°E.

## Înființare
Situl Slapjo salu purvs a fost declarat arie de protecție specială avifaunistică în decembrie 2002 pentru a proteja 2 specii de plante și 12 specii de animale. Alte tipuri de protecție:
- sit de importanță comunitară (în mai 2004)
- arie specială de conservare (în mai 2004)[1][3][4]

## Biodiversitate
Situată în ecoregiunea boreală, aria protejată conține 8 habitate naturale: Lacuri și iazuri distrofice naturale, Turbării active, Mlaștini oligotrofe degradate, capabile încă de regenerare naturală, Mlaștini turboase de tranziție și turbării mișcătoare, Depresiuni pe substraturi de turbă de Rhynchosporion, Taiga vestică, Păduri caducifoliate de mlaștină fino-scandinave, Mlaștini împădurite.
La baza desemnării sitului se află mai multe specii protejate:
- plante (2): turiță (Agrimonia pilosa), papucul doamnei (Cypripedium calceolus)
- păsări (10): gârliță mare (Anser albifrons), gâscă de semănătură (Anser fabalis), cocoșul de mesteacăn (Bonasa bonasia), ciocănitoare cu spate alb (Dendrocopos leucotos), cocor (Grus grus), viespar (Pernis apivorus), ploier auriu (Pluvialis apricaria), cocoșul de mesteacăn (Tetrao tetrix tetrix),  cocoș de munte (Tetrao urogallus), fluierar de mlaștină (Tringa glareola)
- mamifere (1): vidră de râu (Lutra lutra)
- nevertebrate (1): fluturele purpuriu (Lycaena dispar)

Pe lângă speciile protejate, pe teritoriul sitului au mai fost identificate 4 specii de plante, 2 specii de mamifere, 1 specie de nevertebrate.